# 庄司圭太
庄司 圭太（しょうじ けいた、1940年 - ）は、放送作家。時代小説家。

## 経歴
神奈川県横浜生まれ、横浜市中区在住（2024年時点）。1962年に早稲田大学文学部国文科卒業。
広告代理店企画部、出版社勤務を経て放送作家になる。TBS「日曜☆特バン」「そこが知りたい」などの企画構成、日本テレビ「笑点」の企画構成、ニッポン放送「江戸川乱歩シリーズ」、フジテレビ「忍者部隊月光」の脚本などを手がける。
1998年に時代小説「観相師南龍」シリーズでデビューし、以後、「花奉行幻之介」シリーズ、「岡っ引き源捕物控」シリーズ、「天保悪党伝」シリーズなどを執筆する。

## 作品リスト（シリーズ）

### 観相師南竜覚え書き：集英社
- 『沈丁花』 1998年12月
- 『天女の橋』 1999年3月
- 『蛍沢』 1999年8月
- 『夜叉の面』 1999年12月
- 『雁金』 2000年8月
- 『呪い札』 2000年12月
- 『地獄沢』 2004年7月
- 『孤剣』 2004年12月

### 花奉行幻之介始末：集英社
- 『謀殺の矢』 2001年4月
- 『闇の鴆毒』 2001年12月
- 『逢魔の刻』 2002年4月
- 『修羅の風』 2002年12月
- 『暗闇坂』 2003年4月
- 『獄門花暦』 2003年12月

### 岡っ引き源捕物控：光文社
- 『白狐の呪い』 2003年5月
- 『まぼろし鏡』 2004年3月
- 『迷子石』 2004年11月
- 『鬼火』 2005年3月
- 『鷽』 2005年11月
- 『眼龍庄司』 2006年3月
- 『河童淵』 2006年11月
- 『写し絵殺し』 2007年9月
- 『捨て首』 2008年10月20日 ISBN 978-4334744946

### 十次郎江戸陰働き：集英社
- 『火札』2005年8月。
- 『紅毛』2006年2月。
- 『死神記』 2006年8月25日。ISBN 978-4087460698

### 天保悪党伝：光文社
- 『地獄舟』 2007年5月。
- 『闇に棲む鬼』 2008年4月。
- 『鬼面』 2009年4月。ISBN 978-4334745806